# 허니 보이
《허니 보이》(영어: Honey Boy)는 2019년 개봉한 미국의 드라마 영화이다. 뮤직비디오 감독 알마 하르엘의 감독 데뷔작이며, 배우 샤이아 러버프가 각본을 맡았다. 러버프의 실제 어린 시절과 아버지와의 이야기를 바탕으로 한 작품이며, 작품명은 러버프의 어린 시절 별명에서 따왔다.
2019년 1월 25일 제35회 선댄스 영화제에서 전 세계 최초로 상영되었다.

## 출연진
- 샤이아 러버프 : 제임스 역
- 루커스 헤지스 : 오티스 역 (22세)
  - 노아 주프 : 오티스 역 (12세)
- FKA 트위그스
- 마이카 먼로 : 산드라 역
- 너태샤 리온 : 엄마 역
- 마틴 스타 - 알렉 역
- 바이런 바워스
- 로라 샌저코모 ; 모레노 박사 역
- 클리프턴 콜린스 주니어 : 톰 역
- 도리안 브라운 팜 : 팸 역